# Jorge de Baviera (1880-1943)
Jorge de Baviera (Múnich, 2 de abril de 1880- Roma, 31 de mayo de 1943) fue un militar y eclesiástico bávaro de los siglos XIX y XX.

## Biografía
Fue el tercero de los hijos del príncipe Leopoldo de Baviera y su esposa, la archiduquesa Gisela de Austria. Sus abuelos maternos eran Francisco José I de Austria y su esposa,  Isabel en Baviera.
Contrajo matrimonio el 12 de febrero de 1912 en Schonbrunn con su prima la archiduquesa Isabel de Austria, hija del archiduque Federico de Austria, duque de Teschen y su esposa, la princesa Isabel de Croÿ. El matrimonio fue anulado por el reino de Baviera, el 17 de enero de 1913 y por la Santa Sede el 5 de marzo del mismo año.
Participó en la Primera Guerra Mundial, formando parte del ejército imperial alemán. Posteriormente comenzó a estudiar teología en Innsbruck. Fue ordenado sacerdote el 19 de marzo de 1921. Comenzó otros estudios teológicos en Roma donde murió durante la Segunda Guerra Mundial.

## Títulos y órdenes

#### Títulos
- Su Alteza Real el príncipe Jorge de Baviera.[6]

#### Órdenes

##### Reino de Baviera
- Caballero de la Orden de San Huberto.[6]
- 1902: Gran prior de Franconia de la Orden real y militar de San Jorge.[7]

##### Extranjeras
- 1900: Caballero de la Orden del Toisón de Oro.[8] (Imperio austrohúngaro)
- Enero de 1906: Caballero gran cruz de la Orden de Carlos III.[9] (Reino de España)
- 1908: Caballero novicio de la Orden de Montesa.[10][11] (Reino de España)